# Bulbophyllum refractilingue
Bulbophyllum refractilingue là một loài phong lan thuộc chi Bulbophyllum.